# 丸亀市うちわの港ミュージアム
丸亀市うちわの港ミュージアム（まるがめしうちわのみなとミュージアム）は、香川県丸亀市にあるうちわをテーマとする博物館。愛称はスペイン語で「港のうちわ館」の略語であるポルカ（POLCA）。1995年丸亀市により開設され、指定管理者制度に基づき、香川県うちわ協同組合連合会が管理・運営している。

## 概要
江戸時代初期に金刀比羅宮参詣の土産として考案されて以来、丸亀市を代表的する特産品として発展を続け、今や年間生産数約8000万本、全国シェア90％に至った「丸亀うちわ」の地元に開設されたうちわの総合博物館である。
近世から現代までの多種多彩な丸亀うちわと製造工程の模型人形や文献を展示して、その歴史と製法を紹介するとともに、全国の主なうちわも展示、紹介する。
現在は中津万象園内にリニューアルオープンしている。

## 施設
- 展示コーナー
  - うちわづくりの人形模型
  - 丸亀うちわ展示コーナー  - 「渋うちわ」や「一貫張」、「青木石」などを展示
  - 全国の主なうちわの展示コーナー
  - 絵付工程関係資料
  - 骨工程関係資料
- 実演コーナー - 丸亀うちわの「竹骨うちわ」製作の実演
- 販売コーナー

## 利用情報
- 開館時間 - 9:30～17:00（入館は16:30まで）
- 休館日 - 月曜日（祝日の場合は翌日）、年末年始（12月28日～1月4日）
- 入館料 - 無料
- 所在地 - 〒763-0042 香川県丸亀市港町307番地15

## 交通アクセス
- 予讃線 丸亀駅 徒歩15分

## 周辺情報
- 丸亀港
- オークラホテル丸亀
- 丸亀平井美術館